# Muzeul de Istorie și Arheologie din Piatra Neamț

## Istoria muzeului
Muzeul de Istorie și Arheologie Piatra-Neamț a fost înființat în anul 1934 de Constantin Mătasă, unul dintre cei mai cunoscuți intelectuali ai județului Neamț.
Constantin Mătasă a transformat localul Casei Naționale ‘Regina Maria’, ridicată în 1929  de către autor (în prezent monument istoric, cod LMI NT-II-m-B-10560). Tot Constantin Mătasă arată că primele săpături arheologice au început cu mult înainte de anul amintit, iar confirmarea oficială de obiecte expuse a fost în 1938.
Preotul Constantin Mătasă, care până în 1934, a publicat câteva volume și reviste de cultură importante , cum ar fi Călăuza Județului Neamț-1929, Petrodava-1931, a fost și pe această linie deschizător de drumuri.
Din 1969, muzeul pietrean publică Memoria Antiquitatis. Acta Musei Petrodavensis, revistă care s-a impus în literatura arheologică de specialitate prin contribuțiile deosebit de valoroase ale colaboratorilor săi. Fundația Culturală ‘Constantin Mătasă’ a fost înființată în 1994, iar editura cu același nume a fost autorizată să funcționeze din aprilie 1999.
Despre instituție s-au făcut consemnări despre aspectele generale și particulare legate de apariția și conținutul acestei instituții , de către Constantin Scorpan, Constantin Mătasă, Ștefan Cucoș, Virgil Mihăilescu Bârliba, Gheorghe Dumitroaia, în cadrul expoziției permanente deschise în 1992, care poartă numele creatorului său, fiind prezentate principalele etape de evoluție a muzeului.
Inițial, după organizarea primei expoziții de bază, date fiind conținutul acesteia și raza de activitate, instituția creată de preotul Constantin Mătasă a primit titulatura de Muzeul Regional de Arheologie, fiind singurul muzeu (până în 1957 când s-a înființat Muzeul din Bacău) dintre Carpați și Siret. 
După 1960 s-a numit Muzeul Arheologic Piatra Neamț, ca mai apoi din 1970, să se numească Muzeul Județean de Istorie Piatra Neamț, iar din 1978, Muzeul de Istorie Piatra Neamț. Ultima denumire, a reflectat timp de aproape două decenii, doar conținutul expoziției de bază și activitatea cultural-educativă, patrimonial de bază( peste 90%) și cercetarea științifică, având conținut arheologic.
Reorganizarea muzeului, inițiată între 1990-1991, realizată absolut pe criterii științifice și în funcție de inventarul existent, a permis reflectarea reală a specificului muzeului, astfel că revederea titulaturii muzeului, care se numește în prezent Muzeul de Istorie și Arheologie Piatra Neamț, nu a fost decât un lucru firesc, ce reflectă însăși modul în care a fost receptat și consemnat acesta la scară națională.
După o colaborare de excepție avută cu tinerii din instituție, în frunte cu cercetătoarea Roxana Munteanu, expoziția permanentă a muzeului, a doua realizare de acest gen din România de după 1989,a fost finalizată la 25 noiembrie 2008. Reunind piese tridimensionale de valoare științifică și estetică excepțională, expoziția de la Piatra Neamț se înscrie între cele mai reușite înfăptuiri, pe care echipa de specialiști și personalul auxiliar din cadrul CMJ Neamț, le-au realizat  de-a lungul deceniilor. 
Cele 24 de săli, pregătite într-o perioadă foarte scurtă de timp și cu fonduri limitate, au fost deschise pentru public începând cu 27 noiembrie 2008 cu prilejul Sesiunii Științifice dedicată aniversării a 90 de ani de la constituirea României Mari. Expoziția oferă o imagine convingătoare asupra trecutului comunităților umane care au trăit pe aceste meleaguri, cabinetul numismatic, expoziția Constantin Mătasă și sala de expoziții temporare, contribuind cu alte material și informații la cunoașterea trecutului județului.
Muzeul de Istorie și Arheologie Piatra Neamț cuprinde două etaje, care găzduiesc 24 de săli ce prezintă perioada cuprinsă între paleolitic și cel de-al doilea Război Mondial.

## Sălile muzeului
În cele ce urmează vom prezenta modul de expunere al exponatelor din fiecare sală.
- Sala 1: cuprinde locurile paleolitice de pe Valea Bistriței , de la Ceahlău până la Piatra-Neamț; cele mai vechi puncte de exploatare a sării din Europa , datate în neoliticul timpuriu (Lunca și Țolnici, de exemplu). Prezintă modul de viață nomad, viața oamenilor paleolitici care era una complexă, dar și pitorească. Printre exponatele prezentate, se numără obiecte folosite la vânătoare.

De asemenea, sunt prezentate Cultura Stârcevo-Criș, aspecte cu privire la economia neolitică, îndeletnicirile locuitorilor din cultura respectivă și modul acestora de viață, diferite piese de ceramică descoperite la Lunca și Grumăzești; Cultura Ceramicii Liniare, unde ne sunt prezentate material specific acesteia, descoperite la Traian și Târpești. 
- Sala 2: Reconstituirea unei locuințe specifice culturii Precucuteni-Cucuteni.
- Sala 3: informații și materiale referitoare la Cultura Precucuteni, pe fondul căreia se dezvoltă una dintre cele mai înfloritoare civilizații ale Europei Vechi ( Cucuteni).

Ceramică Precucuteniană, Faza I, descoperiri de la Traian-Dealul Viei, Harta Culturii Precucuteni, reconstituirea Stațiunii Bodești – Frumușica.
- Sălile 4-6: Evoluția culturii Cucuteni în faza A, cu referire la descoperirile din întregul areal de dezvoltare. Ceramică descoperită la Piatra Șoimului, Izvoare, Poduri și Bodești, vase cu picior, străchini cu gură largă, castroane cu pereți înalți, craterele cu partea inferioara tronconica, diverse tipuri de boluri, cupele cu o tortiță asimetrică, capacele tronconice cu borul evazat și buton discoidal și amforele bitronconice cu gâtul înalt și buza evazată.
- Sălile 7-8: Fazele A-B și B de dezvoltare a culturii Cucuteni în care se încadrează un număr important dintre stațiunile cercetate de muzeu.

Din Faza Cucuteni A – B : ceramică – piese de import, vase descoperite la Traian, Ghelăiești, plastică antropomorfă, prelucrarea osului și cornului în eneolitic.
Faza Cucuteni B: ceramică descoperită la Poduri, Ghelăiești,Bodești; vatră cruciform Poduri- Dealul Ghindaru, vase descoperite la Târgu Ocna, Bodești, topoare din aramă, metalurgia aramei în eneolitic, stațiuni cu descoperiri aparținând culturii Costișa-Borlești, Costișa, Cucuieți, Lunca, Siliștea.
- Sala 9: perioada de trecere la epoca bronzului , bronzul timpuriu si mijlociu; mormânt în cutie de piatră, cultura Amforelor sferice; vase, ceramică, piese de os și piatră din mormânt aparținând culturii amforelor sferice –Bârgăoani; Mastacăn –vase și topoare din silex; vase aparținând culturii Costișa.
- Sala 10: bronzul timpuriu, reprezentat de cultura Noua , cu un număr foarte mare de descoperiri;Cultura Noua –tipuri de vase –Doina, Ciritei, Oglinzi.
- Sălile 11-13: civilizația dacică de la est de Carpați , foarte bine reprezentată în zona Piatra-Neamț de stațiunile arheologice de la Bâtca Doamnei, Cozla și Piatra Șoimului , pe baza cărora a fost localizată antica Petrodava; ceramică geto-dacică, ceramică lucrată la vatră ; obiecte de podoabă, piese de bronz și os specifice geto-dacilor, fructieră dacică , tipuri de sanctuare dacice.
- Sălile 14-15: realitățile arheologice din secolele II-III d. Hr., corespunzătoare perioadei de existență a provinciei Dacia, descoperirile care aparțin dacilor liberi în spațiul dintre Carpați și Siret fiind foarte numeroase; vase, ceramică specifică, ceramică lucrată la roată, monede–Târpești, Borșeni; arme și unelte.
- Sala 16: siturile datate în secolele IV-XII, ce aparțin culturilor tumulilor subcarpatici, Sântana de Mureș și veche românească ; un loc aparte îl ocupă descoperirile din secolul XI-XIII de pe Bâtca Doamnei. Așezarea din secolele XII-XIII de la Bâtca Doamnei a fost multă vreme umbrită de importanța cetății antice. Descoperirile arheologice , ceramică lucrată la roată, moneda emisă de Bella al III-lea al Ungariei, crucile-relicvar sau cele două spade au generat o serie de controverse în legătură cu rolul și importanța acestei fortificații. Ca și în cazul cetății dacice, se pare că era vorba de o tabără militară, însă cu o existență efemeră și nu reședința unei formațiuni prestatale. Cele mai importante descoperiri din stratul arheologic datând din perioada medievală de la Bâtca Doamnei sunt cele doua cruci relicvar, care se înscriu într-o categorie de piese bizantine împodobite cu figuri omenești și cu motive incizate schematic. Exemplarele descoperite la Bătca Doamnei prezintă motive ornamentale încrustate a niello, și au pe o față reprezentarea lui Iisus răstignit, flancat de busturile Sf. Maria și Sf. Ioan. Cealaltă față este împodobită cu o cruce și cu busturile sfinților Petru, Pavel și Nicolae.
- Sala 17: veacurile XIV-XVI; primele mențiuni documentare ale așezărilor urbane (Neamț, Piatra și Roman); viața cotidiană a localităților rurale, curțile boierești de la Orțești-Giulești  și Netezi; cetățile Neamț și Nouă a Romanului; Curtea Domnească de la Piatra; ctitoriile de la Mănăstirea Neamț, Bistrița , Războieni, Tazlău și Episcopia Romanului; necropolele de la Dărmănești și Piatra-Neamț.
- Sala 18: Cultura Medievală , reprezentată prin centre mănăstirești; podoabe , lingouri , monede-Tezaurul de la Buruienești; cahle cu stema Moldovei de la Cetatea Neamț.
- Sala 19: reconstituirea unei locuințe medievale unicat, descoperită la Târgul Neamț; o locuință de tipul celor semi- îngropate, formată dintr-o singură încăpere, realizată cu stâlpi rotunzi din lemn de stejar, fixați în tălpi de lemn, tot de stejar cioplit, cea mai mare descoperită în mediul urban moldovenesc pentru secolul al XIV-lea cu excepția, poate, a celor contemporane din cuprinsul curții domnești de la Suceava. Realizată din cahle simple, îngrijit executate, cu forme strict funcționale, dar și din piatră și lut, acesta din urmă nefiind un simplu liant, soba nemțeană reprezintă o etapă importantă în trecerea de la forme simple, cu cahle-oală încastrate într-un corp de lut, la cele mai elaborate, cu corpul structurat în volume distincte, ilustrate  de o cameră de ardere, de o cameră inferioară de încălzire, de una superioară și de un coronament.
- Sala 20: începuturile epocii moderne, evenimentele petrecute în prima parte a secolului al XIX-lea, care a culminat cu Unirea Principatelor din 1859; obiecte aparținând Elenei Cuza.
- Sala 21: Războiul de Independență din 1877.
- Sala 22: dezvoltarea localităților din județ până la Primul Război Mondial și contribuția adusă de locuitorii județelor Neamț și Roman al Marea Unire din 1918.
- Sala 23: al Doilea Război Mondial.
- Sala 24: expoziția referitoare la armele albe și de foc folosite în secolele XIX-XX.

- Folosind o gamă diversă și modernă de prezentare, material complementare și informații de certă factură științifică, expoziția permanentă a Muzeului de Istorie și Arheologie Piatra-Neamț se înscrie , cu siguranță, printre realizările de seamă ale muzeografiei românești din ultimele decenii.